# Holmträsket (Jokkmokks socken, Lappland, 738631-173245)
Holmträsket är en sjö i Jokkmokks kommun i Lappland och ingår i Råneälvens huvudavrinningsområde.